# Sudamericano Juvenil de Rugby 1994
El Sudamericano Juvenil de Rugby de 1994 fue la duodécima edición del torneo que reúne a jugadores menores de 18 años. Participaron 5 selecciones con el sistema de todos contra todos y no tuvo sede, es decir, cada equipo jugó 4 partidos, dos de local y dos de visitantes.

## Equipos participantes
- Selección juvenil de rugby de Argentina
- Selección juvenil de rugby de Brasil
- Selección juvenil de rugby de Chile
- Selección juvenil de rugby de Paraguay
- Selección juvenil de rugby de Uruguay

## Posiciones
| Pos. | Equipo    | Encuentros | Encuentros | Encuentros | Encuentros | Tantos  | Tantos    | Tantos     | Puntos |
| Pos. | Equipo    | jugados    | ganados    | empatados  | perdidos   | a favor | en contra | diferencia | Puntos |
| ---- | --------- | ---------- | ---------- | ---------- | ---------- | ------- | --------- | ---------- | ------ |
| 1    | Argentina | 4          | 4          | 0          | 0          | 255     | 31        | + 224      | 8      |
| 2    | Uruguay   | 4          | 3          | 0          | 1          | 204     | 34        | + 170      | 6      |
| 3    | Chile     | 4          | 2          | 0          | 2          | 135     | 72        | + 63       | 4      |
| 4    | Brasil    | 4          | 1          | 0          | 3          | 41      | 291       | - 250      | 2      |
| 5    | Paraguay  | 4          | 0          | 0          | 4          | 41      | 248       | - 207      | 0      |

Nota: Se otorgan 2 puntos al equipo que gane un partido, 1 al que empate, 0 al que pierda

## Resultados[1]
| 17 de setiembre | Brasil | 7 - 64 | Chile |  |  |

| 21 de octubre | Paraguay | 15 - 39 | Chile |  |  |

| 1 de octubre | Brasil | 34 - 13 | Paraguay |  |  |

| 8 de octubre | Uruguay | 85 - 0 | Brasil |  |  |

| 12 de octubre | Argentina | 129 - 0 | Brasil |  |  |

| 15 de octubre | Chile | 22 - 26 | Uruguay |  |  |

| 22 de octubre | Paraguay | 13 - 90 | Argentina |  |  |

| 29 de octubre | Chile | 10 - 24 | Argentina |  |  |

| 29 de octubre | Uruguay | 85 - 0 | Paraguay |  |  |

| 5 de noviembre | Argentina | 12 - 8 | Uruguay |  |  |

| Bandera de Argentina |
| Campeón Argentina    |
| Décimo primer título |